# Lugar Histórico Fazenda Taquari
O Lugar Histórico Fazenda Taquari é uma fazenda em Alto Taquari, Mato Grosso. A região que a compreende está localizada à margem esquerda do rio Taquari e próxima a uma cachoeira, possuindo várias construções rurais típicas do período do início do século XX. Dentre elas está uma casa de estilo colonial, foi construída em 1911, conforme registro na soleira da porta principal; com assoalho original em madeira, divisórias internas em madeira serrada, porão e estrutura em madeiramento de aroeira, embora a telha desta casa não seja original.
Esses elementos, são representantes da vivência cotidiana dos primeiros povos de Alto Taquari, além do local ter servido de passagem para a Coluna Prestes. Devido a isso, a comunidade efetua excursões com estudantes e demais visitantes da cidade remetendo-os a práticas coletivas e a vivência histórica. Como resultado, a Secretaria de Estado de Cultura (SEC) aprovou a proposta de registro da Fazenda Taquari, localizada a 28 quilômetros do município de Alto Taquari, no livro de Registro de Lugares, com o local sendo tombado em 13 de janeiro de 2010.